# Ditassa venamensis
Ditassa venamensis är en oleanderväxtart som beskrevs av G. Morillo. Ditassa venamensis ingår i släktet Ditassa och familjen oleanderväxter. Inga underarter finns listade i Catalogue of Life.